# Karl Peukert

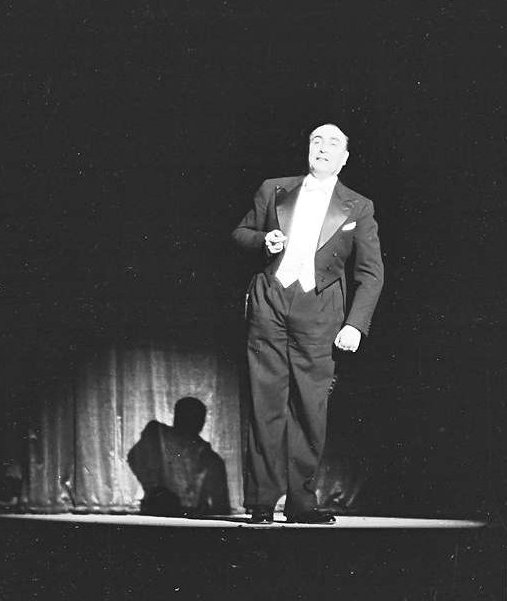
Karl Peukert im Wintergarten 1936

Karl Peukert (* 28. Januar 1903 in Riedenburg, Stadtteil von Salzburg; † 7. April 1965 in Meran) war ein österreichisch-deutscher Schauspieler und Conférencier.

## Leben
Karl Peukert stand im Jahr 1929 erstmals in einer Filmproduktion vor einer Kamera und stellte in dem Stummfilm Miss Evelyne, die Badefee die Rolle des Dr. med. Freytag dar. Ende der 1920er Jahre/Anfang der 1930er Jahre war er zudem der Prinz Karneval der Münchner Gesellschaft Narrhalla im Münchner Fasching. Im weiteren Verlauf der 1930er Jahre arbeitete er vielfach als Conférencier. So sind 1936 Auftritte im Berliner Wintergarten zu verzeichnen. Auch in den Nachkriegsjahren war die Conférence ein Schwerpunkt seiner Tätigkeiten. 1950 und 1952 konnte man ihn in Hamburg bei Auftritten von Marika Rökk als Conférencier erleben.
In 1950er Jahren trat er auch als Schauspieler am Hamburger Thalia Theater und dem Deutschen Theater in München auf. 
Ab 1954 wirkte Karl Peukert als Volksschauspieler in einigen Film- und Fernsehproduktionen mit. So spielte er 1954 unter der Regie von Ferdinand Dörfler in einer Verfilmung der Komödie Das sündige Dorf mit Joe Stöckel, Günther Lüders und Beppo Brem einen Bürgermeister. Weiterhin verkörperte er volkstümliche Rollen in der Fernsehreihe Der Komödienstadel und war in Folgen der Fernsehserien Funkstreife Isar 12 und Der Nachtkurier meldet zu sehen.
Zudem war Karl Peukert vereinzelt als Hörspielsprecher tätig. Darüber hinaus sprach er auf einer Schallplatte unter anderem die sehr bekannte Satire des bayerischen Schriftstellers Ludwig Thoma Der Münchner im Himmel.
Gemeinsam mit Michl Ehbauer stellte er die Münchner Frauenturmgeister Xaverius und Ambrosius dar. Beide traten mit diesen Rollen auch bei der traditionellen Starkbierprobe auf dem Nockherberg auf.
Karl Peukert verstarb während eines Urlaubs am 7. April 1965 in Meran.

## Filmografie (Auswahl)
- 1929: Miss Evelyne, die Badefee
- 1954: Das sündige Dorf
- 1959: Der Komödienstadel – Folge 2 (Moderation)
- 1961–1963: Funkstreife Isar 12 (Fernsehserie) – 3 Folgen in verschiedenen Rollen
- 1963–1964: Der Komödienstadel (Fernsehreihe) – 2 Folgen (Der Geisterbräu und Die Tochter des Bombardon)
- 1965: Der Nachtkurier meldet (Fernsehserie) – Gefahr in der Lebkuchenbüchse

## Hörspiele (Auswahl)
- 1954: Goldnüss', Zimtstern' und Lametta
- 1958: Die Daxlwanger (4. Folge: Die Daxlwanger im Fußballfieber)
- 1961: Das Haus am See
- 1963: Ludwig Thoma, wie ihn nicht jeder kennt
- 1964: Der Ehestreik